# Mahmoud Alaa El-Din
Mahmoud Alaa El-Din (1 de janeiro de 1991) é um futebolista profissional egípcio que atua como defensor.

## Carreira
Mahmoud Alaa El-Din integrou do elenco da Seleção Egípcia de Futebol da Olimpíadas de 2012.